# Pacé (Orne)
Pacé ist eine französische Gemeinde mit 411 Einwohnern (Stand: 1. Januar 2022) im Département Orne in der Region Normandie. Sie gehört zum Arrondissement Alençon, zum Kanton Damigny und zum Gemeindeverband Communauté urbaine d’Alençon. Die Einwohner werden Pacéens genannt.

## Geographie
Die Gemeinde Pacé liegt an der Grenze zum Département Mayenne, etwa sieben Kilometer ostnordöstlich von Alençon im Regionalen Naturpark Normandie-Maine. Umgeben wird Pacé von den Nachbargemeinden Cuissai im Norden, Lonrai im Nordosten und Osten, Condé-sur-Sarthe im Osten und Südosten, Mieuxcé im Süden, La Ferrière-Bochard im Südwesten sowie Saint-Denis-sur-Sarthon im Westen. Durch die Gemeinde führt die Route nationale 12.

## Bevölkerungsentwicklung
| Jahr                       | 1962 | 1968 | 1975 | 1982 | 1990 | 1999 | 2006 | 2013 | 2021 |
| -------------------------- | ---- | ---- | ---- | ---- | ---- | ---- | ---- | ---- | ---- |
| Einwohner                  | 286  | 306  | 285  | 252  | 295  | 325  | 370  | 353  | 419  |
| Quellen: Cassini und INSEE |      |      |      |      |      |      |      |      |      |

## Sehenswürdigkeiten
- Kirche Saint-Pierre, seit 1974 Monument historique
- Schloss Chahains

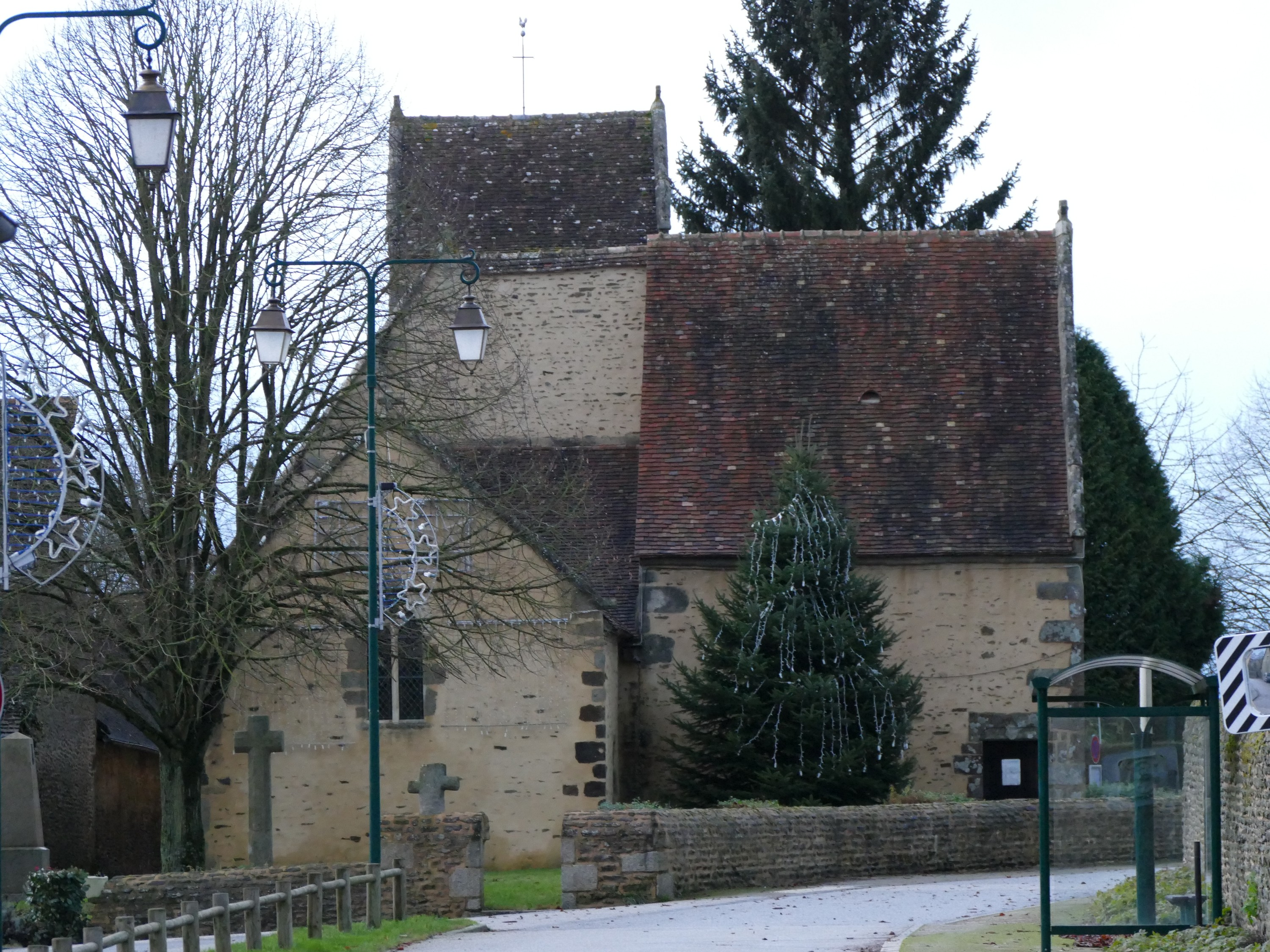
Kirche Saint-Pierre
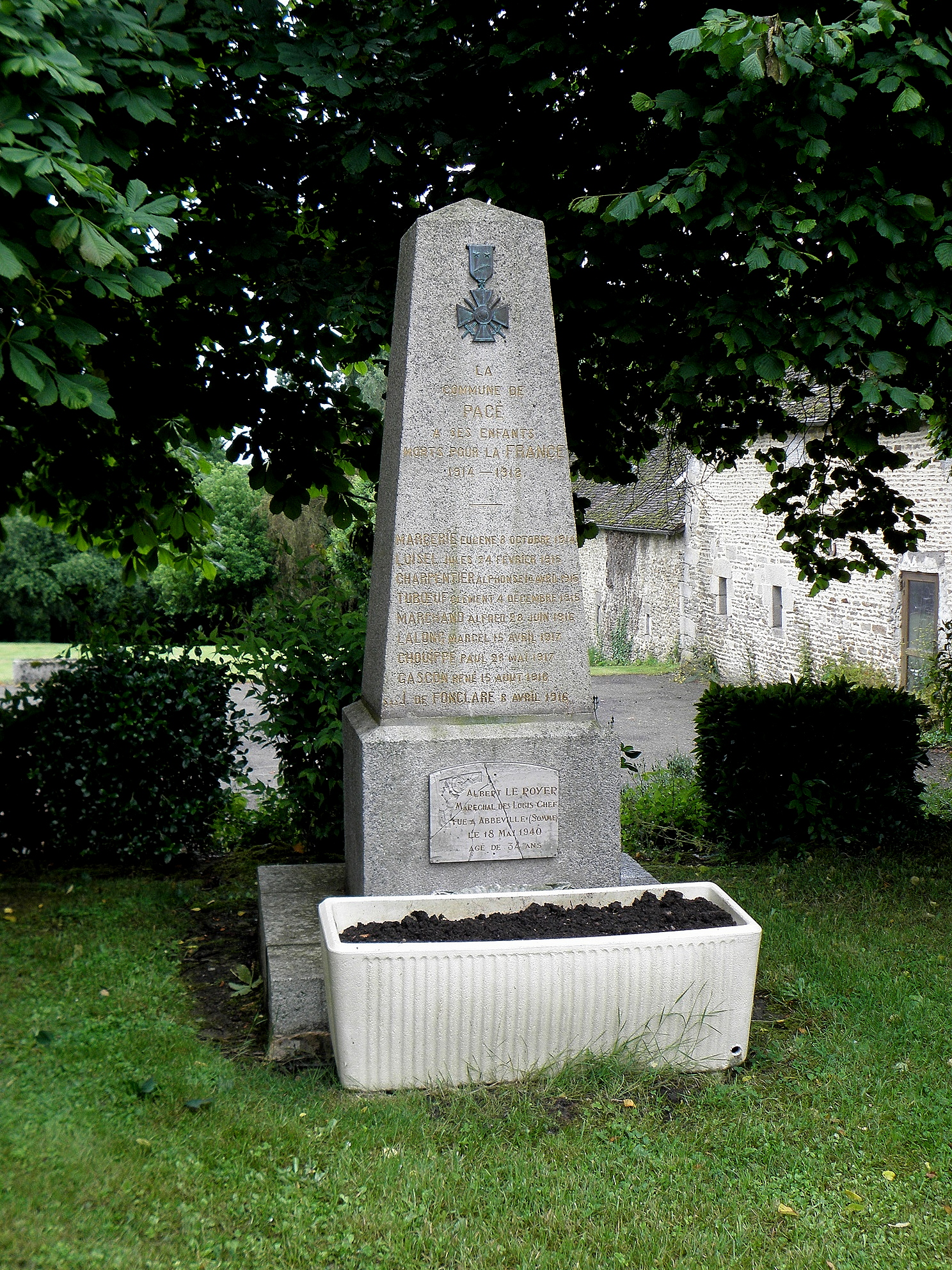
Gefallenendenkmal